# Brent Jennings
Brent Marsh Jennings (* 13. April 1951 in Little Rock, Arkansas) ist ein US-amerikanischer Schauspieler.

## Leben
Jennings wuchs in Little Rock im US-Bundesstaat Arkansas auf. Er besuchte bis 1969 die Little Rock Central High School und studierte im Anschluss Schauspiel und Kommunikation am Emerson College in Boston, das er 1974 abschloss.
Am 8. August 1985 heiratete er die Schauspielerin Juanita Mahone. Das Paar hat drei Kinder, darunter den Schauspieler Aaron Taylor Jennings (* 1989), jüngster Sohn der Familie.

## Karriere
Jennings begann seine Karriere auf der Bühne am Theater. So war er 1976 am Off-Broadway in New York City in So Nice, They Named it Twice zu sehen und im April 1978 als Tiny in der Bühnenproduktion von The Mighty Gents am Broadway. 1977 und 1979 spielte er in G.R. Point – zuerst am Off-Broadway, dann am Broadway.
Eine erste Rolle vor der Kamera hatte er 1980 als Mr. Clarence in dem Gefängnisdrama Brubaker mit Robert Redford. Es folgten zahlreiche Gast- und Nebenrollen in Filmen wie  
Zwei Stunden vor Mitternacht, Gesetz und Ordnung, Fear City – Manhattan 2 Uhr nachts, Der einzige Zeuge an der Seite von Harrison Ford, Die Schlange im Regenbogen, Kansas, als Abdul Elijah in Red Heat an der Seite von Arnold Schwarzenegger, James Belushi, Laurence Fishburne und Ed O’Ross sowie in Und wieder 48 Stunden und Hydrotoxin – Die Bombe tickt in dir mit Pierce Brosnan.
1999 spielte Jennings den störrischen Gefängniswärter Hoppin’ Bob in Lebenslänglich an der Seite von Eddie Murphy, Martin Lawrence und Bernie Mac. Im Jahr 2000 wurde er in der Kategorie „Bester Nebendarsteller“ (Network/Cable – Best Supporting Actor) in Die Geschichte der Dorothy Dandridge für den Black Reel Award nominiert.
Wiederkehrende Rollen hatte er in Fernsehserien wie Hunter als Curtis, als Mr. Greer in Brooklyn Bridge, in Emergency Room – Die Notaufnahme als Nat, als Wayne in Medium – Nichts bleibt verborgen, in Political Animals als Bill, als Chester in Suburgatory, in Shameless als Direktor Monroe und als Friseur Harold „Hal“ Woodward in Murder in the First. 2011 spielte er den Trainer der Oakland Athletics, Ron Washington, im Film Die Kunst zu gewinnen – Moneyball und den reisenden Klempner Ernie Fontaine in zwanzig Folgen der kurzlebigen Fernsehserie Lodge 49 von AMC.
Weitere Auftritte hatte er als Henry Nelson in Snowfall, als Lark in der Podcast-Serie Classified, als Charles Carmichael in All Rise – Die Richterin und als Stephano in der Podcast-Serie Play on Podcasts. Bisher letzte Auftritte vor der Kamera hatte er 2014 in dem Film Cry Now, als Grandpa Willy Baker in 16 Folgen der Fernsehserie All American zwischen 2018 und 2024 und als John Franklin in vier Folgen der Fernsehserie Bookie von 2023 bis 2025. Er wirkte auch in einigen Miniserien und Kurzfilmen mit.
Neben der Arbeit auf der Bühne und vor der Kamera ist Jennings auch ein gefragter Werbedarsteller und Sprecher. So war er in Werbespots für Kool-Aid, State Farm, die SunTrust Bank, Denny’s und die Glad Products Company zu sehen bzw. zu hören.

## Deutsche Synchronsprecher
Im deutschen Sprachraum wurde Jennings unter anderem von Alexander Allerson, Michael Bauer, Frank Ciazynski, Kaspar Eichel, Arne Elsholtz, Norbert Gastell, Kurt Goldstein, Ulrich Gressieker, Eberhard Haar, Till Hagen, Thomas Hailer, Roland Hemmo, Andreas Hosang, Charles Muhamed Huber, Christoph Jablonka, Fred Klaus, Jürgen Kluckert, Uli Krohm, Randolf Kronberg, Axel Lutter, Peter Meinhardt, Andrés Mendez, Frank Muth, Ronald Nitschke, Engelbert von Nordhausen, Michael Pan, Thomas Petruo, Tommi Piper, Erich Räuker, Wolf Rahtjen, Charles Rettinghaus, Tilo Schmitz, Jan Spitzer, F.G.M. Stegers, Jochen Striebeck, Christian Tramitz und Thomas Nero Wolff synchronisiert.

## Auszeichnungen
- 2000: Nominierung für den Black Reel Award in der Kategorie „Bester Nebendarsteller“ (Network/Cable – Best Supporting Actor) für Die Geschichte der Dorothy Dandridge[1]

## Filmografie (Auswahl)

### Film
- 1980: Brubaker
- 1982: Parole (Fernsehfilm)
- 1982: Zwei Stunden vor Mitternacht (Alone in the Dark)
- 1983: Gesetz und Ordnung (Fernsehfilm)
- 1984: Fear City – Manhattan 2 Uhr nachts (Fear City)
- 1985: Der einzige Zeuge (Witness)
- 1986: Spur der Angst (Child’s Cry; Fernsehfilm)
- 1986: Schrei nach Gerechtigkeit (Outrage!; Fernsehfilm)
- 1986: In der Hitze der Gewalt (The George McKenna Story; Fernsehfilm)
- 1988: Die Schlange im Regenbogen (The Serpent and the Rainbow)
- 1988: Kansas
- 1988: Red Heat
- 1988: Inferno auf Rampe 7 (Disaster at Silo 7; Fernsehfilm)
- 1990: Und wieder 48 Stunden (Another 48 Hrs.)
- 1992: Nicht ohne meinen Koffer (Nervous Ticks)
- 1992: Hydrotoxin – Die Bombe tickt in dir (Live Wire)
- 1992: Der Fall Sherwood (A Child Lost Forever: The Jerry Sherwood Story; Fernsehfilm)
- 1994: Der Preis der Rache (In the Line of Duty: The Price of Vengeance; Fernsehfilm)
- 1994: Unschuldig hinter Gittern (Pointman; Fernsehfilm)
- 1995: Nur der Hauch eines Zweifels (Shadow of a Doubt; Fernsehfilm)
- 1996: Soul of the Game (auch: Field of Honour; Fernsehfilm)
- 1996: Kinder des Zorns IV – Mörderischer Kult (Children of the Corn IV: The Gathering, Video)
- 1997: Wait Till Dawn (Little Boy Blue)
- 1997: Don King – Das gibt’s nur in Amerika (Don King: Only in America; Fernsehfilm)
- 1998: Der Macher – Im Sumpf der Korruption (The Fixer; Fernsehfilm)
- 1998: Jagd auf Marlowe – Ein Fall zum Abdrehen (Where’s Marlowe?)
- 1999: Lebenslänglich (Life)
- 1999: Love Songs (Fernsehfilm)
- 1999: A Lesson Before Dying – Nachhilfestunden in der Todeszelle (A Lesson Before Dying, Fernsehfilm)
- 1999: Freunde bis in den Tod – End of Innocence (Blue Ridge Fall)
- 1999: Wenn nicht ein Wunder geschieht (A Season for Miracles, Fernsehfilm)
- 1999: Intimate Betrayal (Fernsehfilm)
- 2000: Auf der Woge des Erfolgs (Dancing in September)
- 2000: Hopewell (Fernsehfilm)
- 2001: Boykott (Boycott; Fernsehfilm)
- 2001: Head Games
- 2004: Something for Nothing (Kurzfilm)
- 2004: Gas
- 2007: Honeydripper
- 2010: My Girlfriend’s Back
- 2011: Die Kunst zu gewinnen – Moneyball (Moneyball)
- 2013: Go for Sisters
- 2014: Audrey
- 2014: Bipolar
- 2014: Cry Now

### Fernsehserien
- 1982: American Playhouse
- 1984: Cagney & Lacey
- 1985: Mary
- 1985–1986: Polizeirevier Hill Street (Hill Street Blues)
- 1988: Der Fall Mary Phagan (The Murder of Mary Phagan, Miniserie)
- 1988: 21 Jump Street – Tatort Klassenzimmer (21 Jump Street)
- 1984–1988: Miami Vice
- 1988: Mein Lieber John (Dear John)
- 1989: TV 101
- 1987–1989: Hunter
- 1989: Hardball
- 1990: Superboy
- 1991: The Antagonists
- 1991–1992: Brooklyn Bridge
- 1992: Roc
- 1992: Ein Strauß Töchter (Sisters)
- 1993: Harlem Hip Hop (Where I Live)
- 1993: Superman – Die Abenteuer von Lois & Clark (Lois & Clark: The New Adventures of Superman)
- 1994: Me and the Boys (auch: Ich und meine Jungs)
- 1995: CBS Schoolbreak Special
- 1995: Party of Five
- 1993–1995: New York Cops – NYPD Blue (NYPD Blue)
- 1996: Fast perfekt (Minor Adjustments)
- 1996: Buddies
- 1996: American Gothic – Prinz der Finsternis (American Gothic)
- 1997: Buffy – Im Bann der Dämonen (Buffy the Vampire Slayer)
- 1997: 413 Hope Street – Eine Chance für die Hoffnung (413 Hope St.)
- 1998: In guten wie in schlechten Tagen (To Have & to Hold)
- 1999: 13 auf einen Streich (Happily Ever After: Fairy Tales for Every Child, Sprechrolle)
- 2000: Moesha
- 1997–2000: Emergency Room – Die Notaufnahme (ER)
- 2000: City of Angels
- 2001: Lady Cops – Knallhart weiblich (The Division)
- 2003: Practice – Die Anwälte (The Practice)
- 2004: The Guardian – Retter mit Herz (The Guardian)
- 2006: Brothers & Sisters
- 2006: Bones – Die Knochenjägerin (Bones)
- 2006: The Unit – Eine Frage der Ehre (The Unit)
- 2005–2007: Medium – Nichts bleibt verborgen (Medium)
- 2007: Boston Legal
- 2007: Day Break
- 2007: Without a Trace – Spurlos verschwunden (Without a Trace)
- 2007: Grey’s Anatomy
- 2008: Chocolate News
- 2009: Lincoln Heights
- 2010: Glee
- 2012: Harry’s Law
- 2012: Veep – Die Vizepräsidentin (Veep)
- 2012: Touch
- 2012: Political Animals (Miniserie)
- 2013: The Crazy Ones
- 2014: Suburgatory
- 2014: The Newsroom
- 2011–2016: Shameless
- 2016: Murder in the First
- 2016: Modern Family
- 2018–2019: Lodge 49
- 2020: Insecure
- 2021: American Experience
- 2021: Snowfall
- 2020–2022: All Rise – Die Richterin (All Rise)
- 2022: Young Sheldon
- 2018–2024: All American
- 2023–2025: Bookie

### Podcasts
- 2022: Classified
- 2023: Play on Podcasts
- 2024: Table Read Podcast

## Theater (Auswahl)
- 1976: So Nice, They Named it Twice (Joseph Papp Public Theater / Susan Stein Shiva Theater, Off-Broadway, New York City)[10]
- 1977: G.R. Point (Marymount Manhattan Theatre, Off-Broadway, New York City)[10]
- 1978: The Mighty Gents (Ambassador Theatre, Broadway, New York City)[1][7][8][9]
- 1979: G.R. Point (Playhouse Theatre, Broadway, New York City)[7][8][9]
- 1981: A Soldier’s Play (Theater Four, Off-Broadway, New York City)[10]
- 1984–1985: Ma Rainey’s Black Bottom (Cort Theatre, Broadway, New York City)[7]
- 2008: Joe Turner (Berkeley Rep)[9]
- 2014: Our Lady of Kibeho (Pershing Square Signature Center / Irene Diamond Stage, Off-Broadway, New York City)[10]
- 2016: The Slave Narratives: A Mighty, Mighty People (Broad Stage Theatre, Santa Monica)[1]
- 2023: That Perfect Place (Echo Theater Company, Los Angeles)[9]